# Mühle von Kulla Gunnarstorp

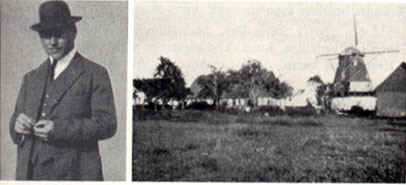
Der letzte Müller, Nils Persson, der die Mühle 1950 schloss, lebte bis zu seinem Tod 1972 auf dem Mühlenhof.

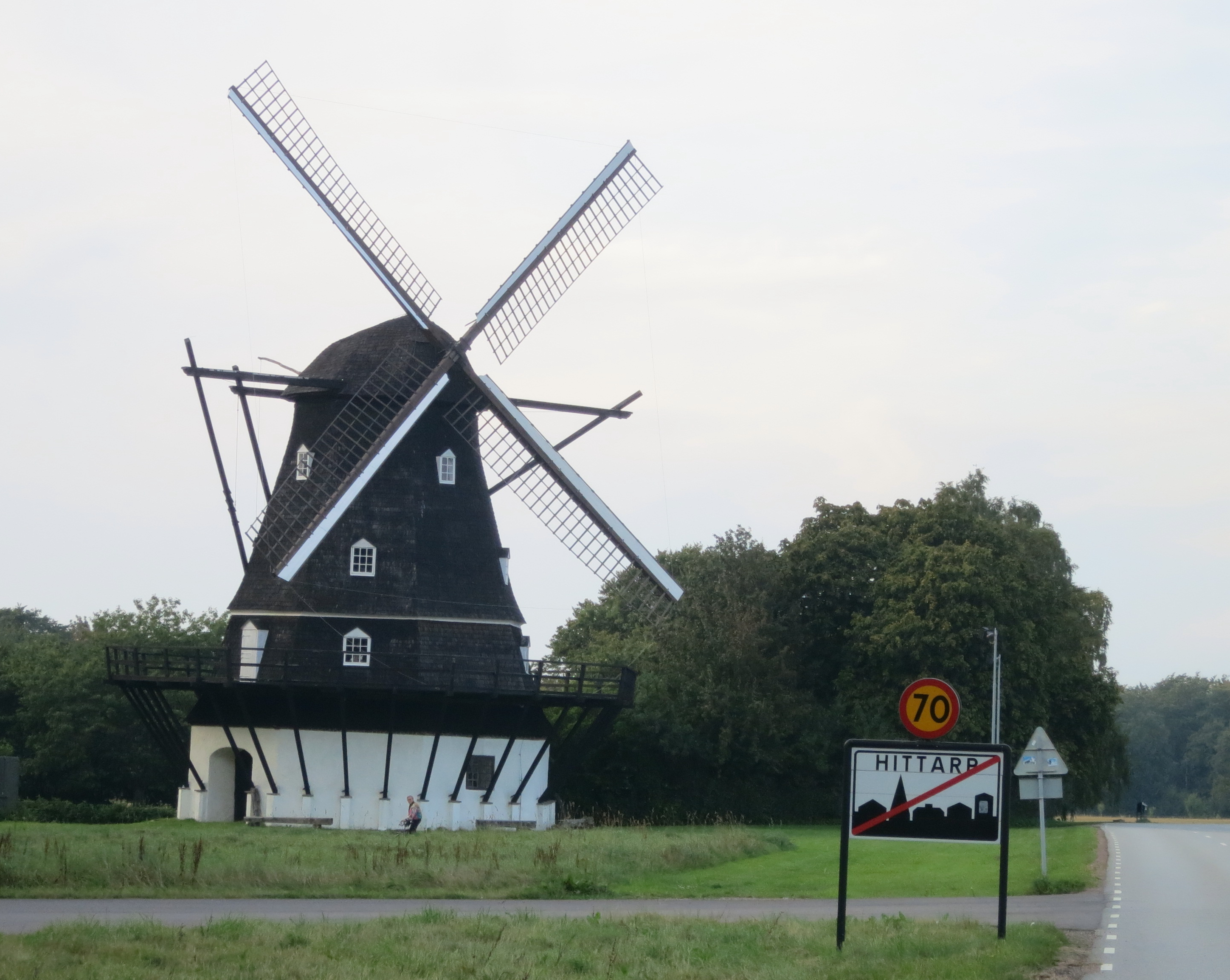
Die Mühle von Kulla Gunnarstorp

Die Mühle von Kulla Gunnarstorp (vor 1658 auf Dänisch: Gundestrup i Kulden) ist eine Mühle und ein historisches Wahrzeichen nördlich von Helsingborg im Vorort Hittarp. Es handelt sich um einen Holländer mit einer bootförmigen Kappe, die in Schonen einzigartig ist. 

## Geschichte
Der Graf oder die Gräfin auf Schloss Kulla Gunnarstorps (Gundestrup i Kulden) beschäftigte den Müller und gab ihm und seiner Familie Wohnung auf dem Mühlenhof. Der letzte Müller war Nils Persson war. Er war von 1922 bis 1950 beschäftigt. Als er die Mühle schloss, durfte er mit seiner Familie bis zu seinem Tod im Jahr 1972 dort bleiben.